# Indicación de procedencia
La indicación de procedencia es el término utilizado por el Convenio de París para la Protección de la Propiedad Industrial para designar a las indicaciones sobre el origen o la procedencia geográfica de un producto. De acuerdo a dicho convenio, estas indicaciones tendrán la misma protección que una marca comercial. Las diferentes indicaciones de procedencia y su nivel de protección dependerá de la legislación nacional de cada país. Por ejemplo, solo los vinos elaborados en la región de Burdeos que sigan las condiciones establecidas para su elaboración, podrán denominarse vino de Burdeos.
Las indicaciones de procedencia protegidas se utilizan habitualmente en productos alimenticios que poseen una Indicación Geográfica determinada y que tienen alguna calidad o reputación que se deben a dicho lugar de origen. Estos alimentos suelen denominarse «Alimentos de calidad certificada» o «Alimentos de calidad diferenciada».

## Historia
Los gobiernos han protegido los nombres comerciales y las marcas registradas utilizadas en relación con los productos alimentarios identificados con una región en particular por lo menos desde finales del siglo XIX, con el uso de leyes contra descripciones comerciales falsas o imitación fraudulenta, que generalmente protegen contra las sugerencias de que un producto tiene una cierta origen, calidad o asociación cuando no lo hace.
Uno de los primeros sistemas de indicación de procedencia protegida es el utilizado en Francia desde la primera parte del siglo XX conocido como appellation d'origine contrôlée (AOC). Los productos que cumplan las normas de origen y calidad geográficas pueden estampar un sello emitido por el gobierno que actúa como la certificación oficial del origen y las normas del producto al consumidor.
Las indicaciones de procedencia se han asociado con el concepto de terruño y con Europa como una entidad, donde hay una tradición de asociar ciertos productos alimenticios con regiones particulares.

## Normativa de la Unión Europea
De acuerdo con la normativa de la Unión Europea, se protegen las indicaciones de procedencia si el vínculo del producto con el medio geográfico le otorga de alguna característica especial o diferenciada a otros productos equivalentes. Con esa protección, el producto puede beneficiarse de la buena reputación de la región geográfica y viceversa.
Entre los diferentes niveles de regímenes de calidad en la Unión Europea, podemos encontrar los siguientes:
- Indicación Geográfica Protegida (IGP): Producto originario de un lugar determinado, que posee una cualidad determinada, una reputación u otra característica que pueda esencialmente atribuirse a su origen geográfico. Al menos de sus fases de producción, transformación o elaboración tendrá lugar en la zona geográfica definida.
- Denominación de Origen Protegida (DOP): Producto originario de un lugar determinado, cuya calidad o características se deban fundamentalmente o exclusivamente al medio geográfico particular, con todos aquellos factores naturales y humanos inherentes a él. Este producto debe de ser elaborado en todas las fases de su producción, en la zona geográfica definida.
- Especialidad Tradicional Garantizada (ETG): Productos elaborados de acuerdo a la forma tradicional de un determinado lugar, que cuentan con rasgos específicos diferenciadores de otros alimentos de su misma categoría. Estos productos agrícolas o alimenticios deben producirse a partir de materias primas tradicionales, o presentar una composición, modo de producción o transformación tradicional.

## Ejemplos de indicaciones protegidas
Estos signos son aplicables a una amplia gama de productos, entre otros, se puede mencionar a "Roquefort" utilizado para designar a un queso producido en la región del pueblo de Roquefort, en Francia.
Sin embargo, no se limita solo a las productos agrícolas, ya que puede servir para destacar las cualidades particulares de un producto que sean consecuencia de factores humanos propios del lugar de origen. Se cita como ejemplo de esto último a la indicación geográfica "Swiss" (suizo), protegida en numerosos países y utilizada para designar productos fabricados en Suiza.

### España
En España, es destacable la identificación geográfica protegida (IGP) aplicada al cordero, una certificación avalada por la Comisión Europea, cuyo objetivo es designar la denominación de la carne de cordero cuya producción, transformación y elaboración posee un origen geográfico determinado, y cuya calidad o reputación se debe a dicho lugar.
Este sello (IGP) es muy importante y en la actualidad existen diferentes denominaciones de origen e Indicaciones Geográficas Protegidas: Plátano de Canarias, Ternera Gallega, Carne de Ávila, Cordero Segureño, Ternasco de Aragón, Lechazo de Castilla y León, Cordero de Extremadura, Ternera de Extremadura, Cordero Manchego, Pan de Alfacar, Cordero de Navarra, Espárrago de Huétor Tájar, Ternera de los Pirineos Catalanes, Pan Gallego o Morcilla de Burgos.
Se trata de un distintivo que verifica que los productos con el sello de IGP se encuentran dentro de la lista de productos agroalimentarios de origen, cualidad y calidad certificada, protegidos por las normas de la Unión Europea.
Cada vez más, los consumidores reclaman una mayor transparencia sobre los productos que adquieren o consumen, de ahí la necesidad de contar con figuras de protección que reconozcan y certifiquen su procedencia, calidad, así como otros aspectos relativos al control, la transformación y la seguridad alimentaria.
En el caso de la carne de cordero español la IGP lleva implícito un estricto programa de control que consiste en el seguimiento que se hace a los corderos desde su nacimiento hasta la circulación de la carne en el punto de venta. Además, se controla el origen, la raza, la producción, la alimentación, la sanidad, el transporte, el sacrificio y la distribución a los establecimientos para la venta al público. En este sentido, los corderos deben sacrificarse antes de los 35 días de vida en el caso del lechal y entre 60 y 90 días en el caso del cordero recental. El peso de la canal en frío debe oscilar entre los 10 y los 15 kilogramos para el Recental y los 4,5 kilogramos a los 7 kilogramos el Lechal, después del periodo de oreo. Asimismo, su presentación debe ser completa sin anomalías congénitas u otras deformaciones, sin tintes ictéricos (amarillos) y con un sangrado correcto.

## Regulaciones de protección de las indicaciones de procedencia
Las indicaciones geográficas no se autorizan si la utilización del término puede inducir a error sobre el verdadero origen del producto. Las sanciones aplicables van desde mandamientos judiciales que prohíben la utilización de la indicación de procedencia, hasta penas de prisión, pasando por compensaciones por daños y perjuicios y multas.
Las indicaciones geográficas están protegidas por varios tratados internacionales:
- el Convenio de París para la Protección de la Propiedad Industrial de 1883
- el Arreglo de Lisboa sobre Protección de las Denominaciones de Origen y su Registro Internacional
- los artículos 22 a 24 del Acuerdo sobre los Aspectos de los Derechos de Propiedad Intelectual relacionados con el Comercio (ADPIC), en el marco de la Organización Mundial del Comercio (OMC).